# Copa do Mundo de Esqui Alpino de 2013
A Copa do Mundo de Esqui Alpino de 2011 foi a 47ª edição dessa competição que se encerrou no dia 17 de março de 2013.
O campeão no masculino foi Marcel Hirscher e no feminino a vencedora foi Tina Maze, que faturou seu primeiro título na carreira.